# John Higashi
John Higashi (japanisch 東 ジョン Higashi John; * 2. Mai 2002 in der Präfektur Aichi) ist ein japanischer Fußballspieler.

## Karriere
John Higashi erlernte das Fußballspielen in der Jugend von Nagoya Grampus. Hier unterschrieb er am 1. Februar 2021 auch seinen ersten Vertrag. Der Verein aus Nagoya, einer Stadt in der Präfektur Aichi, spielte in der ersten japanischen Liga. Einen Tag nach Vertragsunterschrift wechselte er die Saison 2021 auf Leihbasis zum Zweitligisten Tochigi SC. Hier kam er jedoch nicht zum Einsatz. Mitte Mai 2023 wurde er vom Zweitligisten Mito Hollyhock ausgeliehen. Ende Juni 2023 wurde der Leihvertrag wieder aufgelöst. Der SC Sagamihara, ein Drittligist aus Sagamihara, lieh ihn Mitte Juli 2023 für den Rest der Saison aus. Sein Drittligadebüt gab John Higashi am 22. Juli 2023 (19. Spieltag) im Heimspiel gegen den FC Imabari. Bei dem 0:0-Unentschieden stand er in der Startelf und spielte die kompletten 90 Minuten. Für Sagamihara bestritt er zwanzig Ligaspiele. Die Saison 2024 wurde er an den Drittligisten FC Ryūkyū verliehen. Hier bestritt er 31 Ligaspiele. Nach Vertragsende bei Nagoya wechselte er im Februar 2025 zum Zweitligisten Ventforet Kofu.